# Classe Ariane
La classe Ariane (o classe Ondine dal nome del sommergibile capoclasse) è stata una classe di quattro sommergibili – sottoclasse del type 600 – prodotti dall'industria navale francese per la Marine nationale tra il 1923 e il 1927.

## Descrizione
I sommergibili della classe Ariane erano qualificati all'epoca di sottomarini costieri o di seconda classe detta classe delle 600 tonnellate (in francese: «Sous-marin côtier ou de 2ème classe dite classe des 600 tonnes»).
Il Type 600 e il Type 630, comprendeva diverse sottoclassi di sommergibili francesi, costruiti nel periodo tra le due guerre mondiali:
Type 600
- 4 classe Sirène (Q123, Q124, Q132, Q133)
- 4 classe Ariane (Q121, Q122, Q130, Q131)
- 4 classe Circé (Q125, Q126, Q134, Q135)

Type 630
- 5 classe Argonaute (NN6, NN6, Q162, Q176, Q177)
- 2 classe Orion (Q165, Q166)
- 9 classe Diane (NN4, NN5, Q159, Q160, Q161, Q163, Q164, Q174, Q175)

Type 630 Standard Amirauté
- 6 classe Minerve - T2
- 7 (+8) classe Aurore - Y3
- (13) classe Phénix - Y4 (classe non costruita)

Le due serie – Type 600 e Type 630 – erano equivalenti alla Classe 600 italiana, alla Classe S britannica e al Tipo VII tedesco.

## Sommergibili
| Nome            | Cantiere                                         | Ordine         | Inizio costruzione | Impostazione    | Varo              | Ingresso in servizio | Destino finale |
| --------------- | ------------------------------------------------ | -------------- | ------------------ | --------------- | ----------------- | -------------------- | --- |
| Ondine (Q121)   | Chantiers et Ateliers Augustin Normand, Le Havre | 30 giugno 1922 | 8 febbraio 1923    | 8 febbraio 1923 | 5 maggio 1925     | 17 agosto 1928       | 3 ottobre 1928 (affondato a causa di una collisione contro il piroscafo greco Aikaterini Gouloudris, durante una crociera da Cherbourg a Bizerte) |
| Ariane (Q122)   | Chantiers et Ateliers Augustin Normand, Le Havre | 30 giugno 1922 | 8 febbraio 1923    | 6 agosto 1923   | 6 agosto 1925     | 1 settembre 1929     | 8 dicembre 1942 (autoaffondato a Orano) |
| Eurydice (Q130) | Chantiers et Ateliers Augustin Normand, Le Havre | 30 giugno 1922 | 3 luglio 1923      | 18 aprile 1924  | 31 maggio 1927    | 1 settembre 1929     | 27 novembre 1942 (autoaffondato), recuperato dai tedeschi, ma dichiarato inutilizzabile                                                           |
| Danaé (Q131)    | Chantiers et Ateliers Augustin Normand, Le Havre | 30 giugno 1922 | 3 luglio 1923      | 18 aprile 1924  | 11 settembre 1927 | 1 novembre 1929      | 8 dicembre 1942 (autoaffondato a Orano) |